# Alexandru Cuedan
Alexandru Cuedan (1910. szeptember 26. – 1976.) román válogatott labdarúgó.
A román válogatott tagjaként részt vett az 1934-es világbajnokságon.